# ブッククラブ
ブッククラブ（英語: book club）は読書愛好家の任意団体で、通常有料の会員になると毎月その団体が推薦する本をダイレクトメールにより割安で買うことができると同時に、年間何冊かを買う義務が生じる。

## 詳細
ブッククラブは読書愛好家の任意団体で、もともとアメリカで非常に発達し、「ブックオブザマンス・クラブ (en:Book of the Month Club)」などが設立され、また世界の各国で設立が続いた。通常、有料の会員になると毎月その団体が推薦する本をダイレクトメールにより割安で買うことができると同時に、年間何冊かを買う義務が生じるようになっている。書籍のダイレクトメールの一形態と見ることもできるが、インターネットでの書籍販売が盛んになった現在は下火になっている。
日本でも特に1960～70年代に流行して、様々なブッククラブが設立された。現在は各市町村の図書館や分室が整備されたためもあり下火で、各出版社のプロモーション用のブッククラブ、ある目的を持った団体の名称、図書館での意見交換用のブッククラブ  などにその名称が残っている。

## 参照項目
- ブックオブザマンス・クラブ (en:Book of the Month Club)